# Ligamentum tibiofibulare posterius

Bänder des Sprunggelenks

Das Ligamentum tibiofibulare posterius (lat. für ‚hinteres Schienbein-Wadenbein-Band‘) ist ein Band des Sprunggelenks. Es bildet zusammen mit dem vorderen Schienbein-Wadenbein-Band (Ligamentum tibiofibulare anterius) und dem unteren Schienbein-Wadenbein-Band (Ligamentum tibiofibulare inferius) die distale Syndesmose. Das Lig. tibiofibulare posterius ist ein flaches Band, das vom unteren Ende des Schienbeins zum unteren Ende des Wadenbeins zieht. Ihm benachbart liegen die Sehnen des Musculus flexor hallucis longus und des Musculus peroneus longus.
In der Normal- und Beugestellung ist das Band in der Bildgebung kaum vom darunterliegenden Lig. tibiofibulare inferius abzugrenzen, in der Dorsalextension des Sprunggelenks lassen sich dagegen beide Bänder gut unterscheiden.